# Méo (Côte d'Ivoire)
Pour les articles homonymes, voir Méo.
Méo est une localité de l'ouest de la Côte d'Ivoire près de la frontière avec la république de Libéria. Méo est une sous-préfecture du département de Toulepieu dans la région du Moyen Cavally.
Méo était une "commune" (5ème unité administrative en Côte d'Ivoire) jusqu'en 2012, où elle est devenue l'une des 1126 « communes » du pays qui ont été supprimées.
La localité de Méo est un chef-lieu de commune. En 2014, la population de Méo était de 14 755 habitants.

## Villages de la banlieue de Méo
Les 9 villages de banlieue de la sous-préfecture de Méo et leurs populations en 2014 étaient (en ordre décroissant) :
| N° | Nom      | Nombres d'habitants |
| -- | -------- | ------------------- |
| 1  | Panhoulo | 361                 |
| 2  | Douhozon | 465                 |
| 3  | Grié 1   | 573                 |
| 4  | Sahoubli | 738                 |
| 5  | Grié 2   | 890                 |
| 6  | Bohobli  | 2565                |
| 7  | Méo      | 2652                |
| 8  | Diai     | 2864                |
| 9  | Pahoubli | 3647                |